# 소라초등학교 소라남분교
소라초등학교 소라남분교는 대한민국 전라남도 여수시 소라면 현천리에 있는 공립 초등학교이다.

## 학교 연혁
- 1935년 4월 25일 소라공립보통학교 부설 현천간이학교 개교
- 1943년 3월 21일 소라남국민학교 승격 인가
- 1943년 6월 5일 소라남국민학교 개교
- 1983년 3월 1일 병설유치원 개원
- 1996년 3월 1일 소라남초등학교로 개칭
- 1999년 2월 20일 제50회 졸업(10명, 총2337명)
- 1999년 9월 1일 소라초등학교 소라남분교 격하

## 참고 자료
- 소라초등학교소라남분교장 - 한국교육학술정보원 학교알리미